# Emmanuel Célestin Suhard
Emmanuel Célestin Suhard (Brains-sur-les-Marches, 5 de abril de 1874 - Paris, 30 de maio de 1949) foi um arcebispo de Paris e cardeal francês.

## Vida
Emmanuel Célestin Suhard era filho de Emmanuel Suhard e sua esposa Jeanne Marsollier. Entrou nos seminários menor (1888) e maior (1892) em Laval. Ele então foi para Roma para estudar no Pontifício Seminário Francês e na Pontifícia Universidade Gregoriana, onde recebeu uma medalha de ouro por suas notas. Da Gregoriana ele também obteve doutorado em filosofia e teologia, e uma licenciatura em direito canônico. Foi ordenado ao sacerdócio em 18 de dezembro de 1897, na capela privada do Cardeal Lucido Parocchi, vigário de Roma.
Estudos posteriores, 1897-1899. Retornando de Roma em junho de 1899, Suhard foi nomeado professor de filosofia no Grande Seminário de Laval. Começou a ensinar teologia em 1912 e foi nomeado vice-reitor do seminário em 1917. Em 1919, ele se tornou um cônego titular do capítulo da catedral de Laval.
Em 6 de julho de 1928, Suhard foi nomeado bispo de Bayeux e Lisieux pelo Papa Pio XI. Recebeu sua consagração episcopal no dia 3 de outubro seguinte de Eugène-Jacques Grellier, bispo de Laval, com Florent de La Villerabel, bispo de Annecy, e por Constantin Chauvin, bispo de Évreux, servindo como co-consagradores. Seu lema episcopal era In fide et lenitate.
Pio XI mais tarde promoveu Suhard para se tornar o Arcebispo de Reims em 23 de dezembro de 1930, e o criou cardeal no consistório de 16 de dezembro de 1935; recebeu o chapéu vermelho e o título de Santo Onofre, em 19 de dezembro. Suhard foi um dos cardeais eleitores que participaram do conclave de 1939 que selecionou o Papa Pio XII. Legado papal para a inauguração da catedral de Reims restaurada após a Primeira Guerra Mundial (1938). O papa o nomeou Arcebispo de Paris em 11 de maio de 1940.
A Assembleia de Cardeais e Arcebispos da França estabeleceu a Mission de France em 24 de julho de 1941, que havia sido planejada pelo cardeal. Em 1º de julho de 1943, ele fundou a Mission de Paris. No dia de Natal de 1948, ele celebrou a primeira missa televisionada na catedral de Notre-Dame, no programa "Le Jour du Seigneur". Também apoiou o movimento dos padres operários. De 1945 a 1948, Cardeal Suhard foi presidente da Assembleia de Cardeais e Arcebispos da França e, portanto, porta-voz da Igreja na França. Depois serviu como vice-presidente da assembleia, sob o Cardeal Achille Liénart, até 1949.
Durante a Segunda Guerra Mundial, Suhard é um personagem importante. Em 1939, denuncia o "racismo hitlerista". Praticou “lealismo sem subjugação” ao regime de Vichy, permitindo, ao mesmo tempo, a liberdade de consciência. A censura proíbe as suas declarações publicadas no boletim diocesano. O cardeal foi brevemente detido em sua residência arquiepiscopal pelas forças alemãs em junho de 1940. Em julho de 1942, poucos dias depois da prisão de Rafle du Vélodrome d'Hiver, o Cardeal dirigiu a Pétain, em nome dos cardeais e arcebispos da França reunidos em Paris, o primeiro protesto oficial da Igreja da França contra as perseguições de que os judeus eram vítimas. Esta carta não foi lida no púlpito, mas distribuída entre os padres.
Posteriormente, ele endereçou um despacho a Hitler em 26 de outubro de 1941 para salvar os reféns de Nantes e Châteaubriant. Ele era um apoiador de Philippe Pétain e presidiu uma série de serviços quase políticos na Catedral de Notre-Dame durante a guerra, incluindo um serviço para vítimas de bombardeios da RAF assistido por Pétain, a quem o cardeal cumprimentou em sua chegada, em abril de 1944. Suhard também presidiu o funeral, novamente em Notre-Dame, do ministro de Vichy e propagandista Philippe Henriot, que havia sido assassinado em seu escritório por combatentes da resistência.
Ao retornar a Paris em agosto de 1944, Charles de Gaulle excluiu Suhard do serviço de agradecimento pela libertação em Notre-Dame de Paris e se recusou a se encontrar com ele. Entretanto, no ano seguinte, após a capitulação alemã, o general foi recebido pelo cardeal na porta da catedral.
Suhard foi nomeado Cavaleiro da Ordem Nacional da Legião de Honra (decreto de 6 de julho de 1938).

Arcebispo Emmanuel Célestin Cardeal Suhard morreu em Paris e foi sepultado na cripta dos arcebispos na Catedral de Notre-Dame.